# Jean-Antoine Dubois
 (novembre 2021).
Pour les articles homonymes, voir Dubois.
Jean-Antoine Dubois (connu sous le nom d'abbé Dubois), né à Saint-Remèze dans l'Ardèche (France) le 11 janvier 1766 et décédé à Paris le 17 février 1848, est un prêtre des Missions étrangères de Paris [MEP], missionnaire en Inde. Il s'est rendu célèbre pour ses travaux sur les Hindous, bien que par la suite l'on a montré qu'il n'en était pas l'auteur.

## Éléments de biographie
Ordonné prêtre dans le diocèse de Viviers en 1792, l'abbé Dubois quitte la France la même année pour  Pondichéry, en Inde. Il doit y reprendre, avec d'autres prêtres des MEP, des postes missionnaires laissés vacants à la suite de la suppression de la Compagnie de Jésus (1773). De Pondichéry, il passe à l'ancienne mission jésuite de Mysore.
En 1823, après 32 ans passés en Inde du Sud, il retourne en Europe convaincu que la conversion des hindous est une tâche impossible. Pessimiste bien que profondément attaché à l'esprit missionnaire de l'époque, il expose sa thèse dans ses Letters on the State of Christianity in India (Londres, 1823), ouvrage vigoureusement critiqué en Angleterre.
Arrivé à Paris, il est nommé directeur des Missions Étrangères de Paris, dont il devient ensuite le supérieur (1836-1839).

## Les écrits de ou attribués à Dubois
On pense généralement qu'il a aussi composé un ouvrage, acheté pour vingt mille francs par la Compagnie anglaise des Indes orientales, Gouvernement de Madras, puis traduit et publié à Londres en 1816 sous le titre de Description of the Character, Manners and Customs of the People of India, and of their Institutions, religious and civil. Ce travail est considéré comme le premier ouvrage de recherche indianiste[réf. nécessaire].
Dubois publie en français une édition augmentée, sous le titre Mœurs, institutions et cérémonies des peuples de l'Inde (1825, Paris), qui est considérée comme le meilleur et le plus complet des travaux de l'époque sur la vie en Inde. Néanmoins, elle n'est que le plagiat d'un manuscrit portant un titre presque identique, rédigé en 1800 par François-Pierre Gaudart (1732-1809), ancien agent de la Compagnie des Indes, et intitulé Institutions, mœurs et religion des gentils anciens et modernes.
Quant à la première édition, comme l'explique Sylvia Murr,

« Mœurs et Coutumes des Indiens — seul texte qui ait droit à ce titre — a été compilé en 1776-1777 par Nicolas-Jacques Desvaulx, officier d'artillerie créole de Pondichéry et fils d'un des plus riches marchands de la Compagnie française des Indes orientales. Il n'est qu'une version abrégée, adaptée aux intérêts du moment, d'une somme de l'indianisme jésuite rédigée au milieu du XVIIIe siècle par Gaston-Laurent Cœurdoux, missionnaire en Inde entre 1734 et 1779. Cette somme fut promise à un destin peu ordinaire, car, si déjà Anquetil-Duperron en avait fait publier tout un chapitre au lendemain de la Révolution française, c'est elle aussi que l'Abbé Dubois vendit en 1808 à la Compagnie anglaise des Indes orientales à Madras comme étant son propre ouvrage… »

Il publie aussi un Exposé de quelques-uns des principaux articles de la théologie des Brahmes (Paris, 1825), plagiat aussi du manuscrit de François-Pierre Gaudart, et Le Pantcha-tantra ou les cinq ruses, fables du Brahme Vichnou-Sarma (Paris, 1826). Il sera l'un des collaborateurs du Bulletin universel des sciences du baron de Férussac.
L'abbé Dubois est à l'origine de la théorie de l'invasion aryenne[réf. nécessaire].